# Thomas William Burgess
Thomas William Burgess (Rotherham, 15 de junho de 1872 – 2 de julho de 1950) foi um nadador e jogador de polo aquático inglês, medalhista olímpico.
Thomas William Burgess fez parte do elenco campeão olímpico de Paris 1900. Ele competiu como membro do Libellule de Paris, sua medalha foi para a equipe francesa.
Ele foi o segundo a completar a nado o Canal da Mancha depois de Matthew Webb, no dia 6 de setembro de 1911, em sua 16.º tentativa. Viveu muito de sua vida na França.